# Rudolf Siwy
Rudolf Siwy (ur. 24 marca 1883 w Cieszynie, zm. 15 września 1924 w Równem) – pułkownik piechoty Wojska Polskiego.

## Życiorys
Rudolf Siwy urodził się 24 marca 1883 roku w Cieszynie. Po ukończeniu Szkoły Kadetów Piechoty w Łobzowie rozpoczął zawodową służbę wojskową w cesarskiej i królewskiej armii. Na podporucznika został awansowany ze starszeństwem z 1 maja 1906 roku w c. i k. 56 pułku piechoty. Porucznikiem został mianowany ze starszeństwem z 1 maja 1912 roku. W czasie I wojny światowej walczył w szeregach c. i k. 56 pułku piechoty. Dowodził w nim kompanią i batalionem. W 1918 roku był jednym z organizatorów 12 pułku piechoty, w którym obejmuje dowództwo batalionu. 11 czerwca 1920 roku został zatwierdzony z dniem 1 kwietnia 1920 roku w stopniu podpułkownika, w piechocie, w grupie oficerów byłej armii austro-węgierskiej.
Od 11 sierpnia 1920 roku do 21 czerwca 1921 roku dowodził 50 pułkiem piechoty Strzelców Kresowych.
3 maja 1922 roku został zweryfikowany w stopniu pułkownika ze starszeństwem z dniem 1 czerwca 1919 roku i 126. lokatą w korpusie oficerów piechoty.
Dowódca 44 pułku piechoty Strzelców Kresowych w Równem. Zmarł 15 września 1924 roku w Równem, kilka dni po powrocie pułku z manewrów. 19 września 1924 roku został pochowany w Cieszynie. Pułkownik Siwy był żonaty. Miał córkę.

## Ordery i odznaczenia
- Krzyż Walecznych „za czyny męstwa i odwagi wykazane w bojach toczonych w latach 1918–1921” – dwukrotnie
- Krzyż Zasługi Wojskowej (Austria)
- srebrny oraz brązowy Signum Laudis Medal Zasługi Wojskowej na czerwonej wstędze
- Krzyż Wojskowy Karola
- Odznaka za Służbę Wojskową
- Krzyż Jubileuszowy Wojskowy (Austro-Węgry)
- Krzyż Pamiątkowy Mobilizacji 1912-1913
- Złoty Medal „Za Waleczność” (serbsko–chorwacko–słoweński) – 7 września 1923[10]